# Fred Lauer
Frederick „Fred“ William Lauer (* 13. Oktober 1898 in Chicago, Illinois; † 17. Dezember 1960 in Phoenix, Arizona) war ein Wasserballspieler, der mit der Nationalmannschaft der Vereinigten Staaten Olympiadritter 1924 war.

## Sportliche Karriere
Fred Lauer spielte für den Illinois Athletic Club, mit dem der Torwart 1924, 1927, 1930 und von 1932 bis 1934 die Hallenmeisterschaft der Amateur Athletic Union gewann.
Bei den Olympischen Spielen 1924 in Paris unterlag das US-Team im Auftaktspiel den Franzosen. In der Platzierungsrunde siegte das Team gegen Schweden und Niederländer und verlor gegen die Belgier. Damit gewann das Team die Bronzemedaille hinter Frankreich und Belgien.
1928 in Amsterdam war Harry Daniels Stammtorhüter, 1932 in Los Angeles Herbert Wildman. Fred Lauer war bei beiden Turnieren als Ersatztorwart vorgesehen, kam aber nicht zum Einsatz. 1936 in Berlin waren Lauer und Wildman die beiden Torhüter der Mannschaft aus den Vereinigten Staaten. Lauer hütete bei der Vorrundenniederlage gegen Belgien das Tor. Die amerikanische Mannschaft schied nach der Vorrunde aus.